# Miserey-Salines
Miserey-Salines é uma comuna francesa na região administrativa de Borgonha-Franco-Condado, no departamento de Doubs. Estende-se por uma área de 6,22 km². Em 2010 a comuna tinha 2 574 habitantes (densidade: 413,8 hab./km²).